# Phyllophaga instabilis
Phyllophaga instabilis är en skalbaggsart som beskrevs av Richard Eliot Blackwelder 1944. Phyllophaga instabilis ingår i släktet Phyllophaga och familjen Melolonthidae. Inga underarter finns listade i Catalogue of Life.